# ماري س. تومسون
ماري س. تومسون (بالإنجليزية: Mary C. Thompson)‏ هي أكاديمية أمريكية، ولدت في 4 مارس 1913، وتوفيت في 2001.